# بالگردگاه هرنه‌ساری
بالگردگاه هِرنِه‌ساری (به انگلیسی: Hernesaari Heliport) (به زبان بومی: Hernesaaren helikopterikenttä) یک فرودگاه خصوصی با کد یاتا HEN است . این فرودگاه در شهر هلسینکی کشور فنلاند قرار دارد و در ارتفاع ۲ متری از سطح دریا واقع شده‌است.